# Chang Dai-chien
Chang Dai-chien ou Zhang Daqian (Chinês: 張大千; Neijiang, 10 de maio de 1899 — Taipé, 2 de abril de 1983) foi um dos mais célebres e versáteis artistas da China no século XX. Pintor, calígrafo, poeta e colecionador de arte chinesa, Chang começou sua carreira como um pintor tradicionalista (guohua). A partir do final da década de 1950, produzindo no Ocidente, expandiu sua técnica e se aproximou do expressionismo abstrato. Chang também é tido como um dos melhores mestres da contrafação de arte do século XX.

## Vida e obra
Nascido em uma família de artistas em Neijiang, província de Sujuão, China continental, ele estudou técnicas para tingir tecidos em Quioto, Japão, e retornou para estabelecer uma célebre carreira vendendo as suas pinturas em Xangai.[carece de fontes?]
Admirador do mestre Shitao, pintou diversos quadros que foram vendidos por altos valores por acreditarem ser quadros do século XVII. Até 1941, as obras de Zhang Daqian basearam-se principalmente nos "Quatro Grandes Pintores Monges da Dinastia Qing" (Hong Ren, Kun Can, Bada Sharen e Shitao), os quatro mestres da escola de Wu da dinastia Ming (Shen Zhou, Wen Zhengming, Tang Yin, Qiu Ying) e paisagistas da Dinastia Yuan (Huang Gongwang, Wu Zhen, Ni Zan e Wang Meng). Em 1941, Chang fez uma viagem às pouco exploradas cavernas de Dunhuang, um paraíso artístico com milhares de pinturas milenares, com 2.415 estátuas pintadas, esculturas, cerca de 50.000 escrituras budistas, documentos históricos, entre outros itens de valor inestimado que ficaram escondidos da civilização até o ano de 1900. Lá, ele estudou as pinturas coloridas chinesas e mudou seu estilo, adotando técnicas e cores utilizadas em pinturas históricas pouco conhecidas e abandonadas pela cultura chinesa.[carece de fontes?] General dos muçulmanos chineses e governador de Qinghai, Ma Bufang auxiliou Chang a buscar, em um monastério tibetano, ajudantes aptos a analisar e copiar a arte budista de Dunhuang.
Contrário aos ideais da Revolução Comunista, deixa o país no final de 1949. Exilado de sua terra natal, muda-se sucessivamente para Hong Kong, Darjeeling (Índia), Mendoza (Argentina) e, enfim, em 1954, se instala em Mogi das Cruzes, primeiramente no centro da cidade, depois, em Taiaçupeba, onde permaneceu até 1973. No Brasil, Chang constrói sua residência graças aos fundos reunidos pela venda, ao governo chinês, de duas preciosas pinturas antigas. Criou o famoso Jardim das Oito Virtudes (Bade Yuan) e cavou um lago ornado de cinco pavilhões, Lago dos Cinco Quiosques (Wu Ting Hu). No final dos anos 1950, Chang deixa temporariamente de lado o estilo guohua de pintura, com traços minuciosos, e começa a explorar a técnica de tinta espirrada que o diferencia de todos os outros pintores. Ao deixar o Brasil, em 1973, Chang muda-se para Carmel, na Califórnia (Estados Unidos), antes de fixar residência definitiva em Taipei, Taiwan, em 1976.
Depois que deixou o Brasil, restaram apenas duas pinturas de Chang em coleções de museus públicos brasileiros, a Pinacoteca Ruben Berta, em Porto Alegre, e o Museu de Arte Contemporânea de Pernambuco, em Olinda.  Em julho de 2018, uma de suas obras, "Paisagem Suíça", avaliada em US$ 800 mil, foi encontrada entre os quadros de autoria desconhecida na reserva técnica do Museu de Arte Contemporânea (MAC) de Pernambuco, em Olinda.
Chang foi um dedicado estudioso das três principais manifestações artísticas chinesas, a pintura, a caligrafia e a poesia. Sua importância dentro dos processos de evolução histórica e estética da arte da China consistiu na capacidade que teve de voltar às raízes dos mestres do passado e ainda assim trazer um sopro de modernismo a este estilo consagrado pela tradição.
A visita de Chang a Pablo Picasso em Cannes (França), em 1956, foi divulgada pela imprensa como o encontro dos dois maiores expoentes da arte do Oriente e do Ocidente. Os dois mestres se presentearam com obras e conversaram sobre as diferenças entre as pinturas chinesa e ocidental.

## Falsificações
Como falsificador, Chang criou obras tão perfeitas que chegaram e ser vendidas por milhares de dólares. Diferentemente das falsificações comuns, suas obras, mesmo depois de serem reconhecidas como falsificações, permaneceram nos museus para serem admiradas. Uma das motivações do artista para produzir falsificações era desafiar os especialistas em arte tradicional chinesa. Chang chegou a admitir publicamente a autoria de várias obras erroneamente atribuídas a mestres de dinastias do passado.